# 鬼門洞遺址
鬼門洞遺址（英語：Devil's Gate Cave），即是 Chertovy Vorota Cave，是一個位於西伯利亞最東部，錫霍特山脈，今俄羅斯境內的新石器遺址。

## 人類遺體
在這個遺址中，出土七個古代人類遺體。從基因分析，他們具備古代東北亞人（ANA）的典型徵。從其中兩具頭骨，可以定年至公元前 5,726 年至 5,622 年間。 